# Thitiphun Chuayprakong
Thitiphun Chuayprakong (15 juli 1992) is een Thaise golfer.
Chuayprakong werd in 2009 professional en speelt sinds 2011 op de Aziatische PGA Tour (Asian Tour). In 2016 behaalde de 23-jarige Chuayprakong daar zijn eerste overwinning. Kort voor het US Open van 2016 werd bekendgemaakt dat Tiger Woods zich daarvoor had teruggetrokken wegens rugblessure en dat Chuayprakong (als eerst reserve bij het kwalificatietoernooi in Japan) zijn plaats mocht innemen.

## Gewonnen

### Asian Tour
- 2016: Bashundhara Bangladesh Open (-21)

### Elders
- 2010: Singha All Thailand Challenge